# Bruno Arvidsson
Torsten Bruno Andreas Arvidsson, född 18 oktober 1964, är en svensk programledare från Skövde (numera bosatt i Timmersdala) som mellan åren 1992 och 1996 kommenterade WCW och WWF (heter numera WWE) på TV3 och TV1000 tillsammans med Lennart "Hoa-Hoa" Dahlgren. TV3:s program gick även i repriser på ZTV. I februari 2009 gjorde duon comeback som wrestlingkommentatorer, denna gång på Eurosport. Efter att Dahlgren lämnat honom redan i april fick Bruno Anders Axklo som ny bisittare. Sedan byttes även Axklo ut, i februari 2010 blev det Trent MacGregor som började sitta vid Brunos sida.
Han är medlem i Mensa.
Han är gift och har fyra barn.

### Fotnoter
1. ↑  ”Bruno trivs i en fejkad värld” (på svenska). Skövde nyheter. 18 juli 2019. Arkiverad från originalet den 27 april 2017. https://web.archive.org/web/20170427083433/http://www.skovdenyheter.se/article/bruno-trivs-i-en-fejkad-varld/. Läst 18 juli 2019.